# 仙台市立宮城野小学校
仙台市立宮城野小学校（せんだいしりつ みやぎのしょうがっこう）は、宮城県仙台市宮城野区東宮城野にある公立小学校である。

## 概要

### 生徒数
- 1学年　67人
- 2学年　72人
- 3学年　89人
- 4学年　69人
- 5学年　83人
- 6学年　84人
- 支援級　15人

(2024年度現在)

### 学区
- 銀杏町、苦竹3丁目、4丁目、萩野町1丁目、2丁目、4丁目、原町苦竹の一部、東宮城野1と2、南目館の大部分、宮城野2丁目の一部と3丁目、宮千代1丁目[3]

### 卒業後
- 宮城野中学校（一部は東華中学校）へ進学する。

## 沿革
- 1956年（昭和31年）9月3日 - 仙台市立榴岡小学校より分離開校
- 1983年（昭和58年）4月1日 - 東宮城野小学校が分離開校

## 交通アクセス
- 東日本旅客鉄道（JR東日本）仙石線 陸前原ノ町駅より徒歩10分。[4]

## 周辺
学校の隣接地には陸上自衛隊仙台駐屯地、仙台工業高校、東宮城野小学校があり、近くには宮城野原公園総合運動場がある。